# Церковь Иоасафа Царевича в Измайлове
Церковь Иоасафа Царевича в Измайлове — утраченный православный храм в Москве, один из крупнейших храмов царской усадьбы Измайлово. Был основан в 1678 году. Перестроен в нижней части и колокольне архитектором Тоном в середине XIX века. Высота храма была около 40 метров. В нижнем этаже церкви были устроены парадные залы на случай приезда в богадельню государя или членов императорской семьи. Разрушена
в 1936-м (по другим данным — в 1937-м).

## Первая церковь
В 1824 году, когда церковь была частично в развалинах, Иван Снегирёв обнаружил две медные закладные доски церкви царевича Иоасафа, датированные июнем 1678 года. Освящена патриархом Иоакимом во имя Иоасафа Царевича. Носила характер домовой церкви, непосредственно примыкавшей к царскому двору. Восьмиярусный иконостас создан по заказу царя Фёдора Алексеевича в Оружейной палате.
В 1680 году в присутствии членов царской семьи в церкви царевича Иоасафа стихи на сюжет повести о Варлааме и Иоасафе читал Симеон Полоцкий.
- Святитель Феофан Затворник следующим образом оценивал «Повесть о Варлааме и Иоасафе»:

Лучшей книги для познания христианской веры и жизни в общем обзоре — нет — и едва ли может быть… Это будет лучше всех катехизисов!— Сказание о жизни преподобных и богоносных отцев наших Варлаама и Иоасафа. — 2-е изд. — Сергиев Посад, 1910.

## Церковь царевны Софьи
В 1685—1687 годы перестроена царевной Софьей, строительством руководил Василий Голицын. Церковь строили каменщики подрядчика Терентия Макарова, резчики Михаил Мымрин и Василий Крупенников. При этом нижний этаж был сохранён, а верхний перестроен полностью.
Церковь царевича Иоасафа после реконструкции при Софье — одно из первых сооружений в стиле русского барокко в Москве. Церковь была кирпичной и убрана белым камнем. Трёхглавый симметричный в плане храм без апсид, вытянутый с запада на восток, имел террасу, архитектурно выдержанную в едином стиле с «гульбищем» измайловской Мостовой башни. Брусяной переход соединял церковь с царскими хоромами, после перестройки — непосредственно с покоями царевны Софьи. К западному фасаду примыкала ярусная колокольня. В двухэтажной церкви имелся нижний храм во имя всех святых; в честь Иоасафа Индийского был освящён верхний престол.

## XVIII—XIX века: запустение церкви и её перестройка Тоном

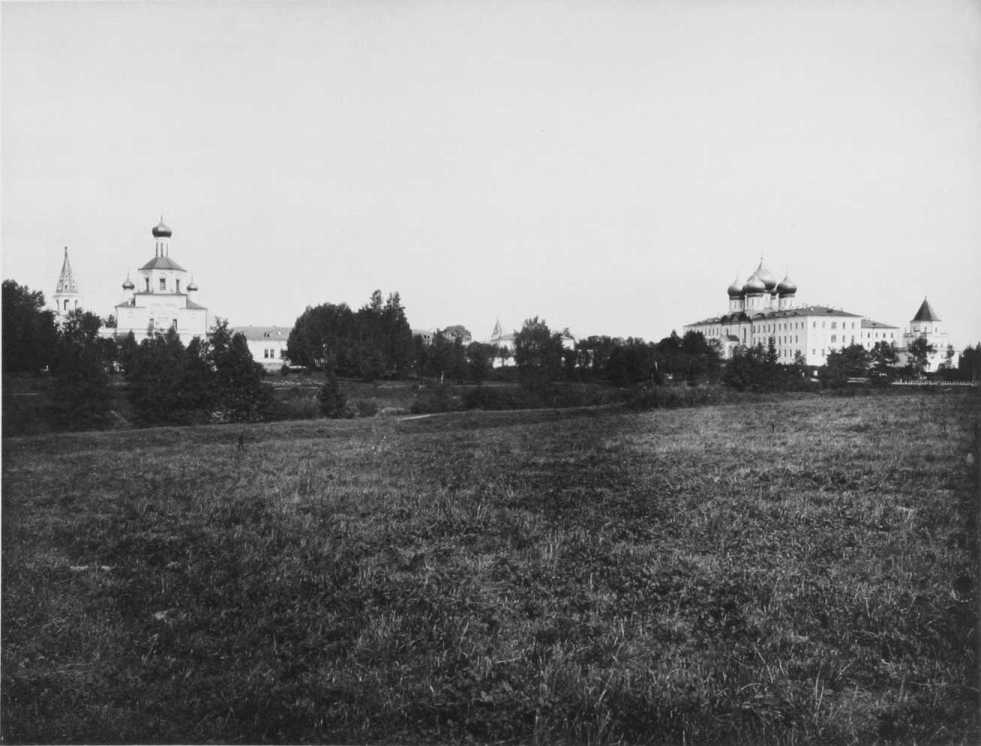
Измайлово (1891 год). Слева церковь царевича Иоасафа, справа Покровский храм

В 1761 году в церкви прекратились службы за ветхостью (стала протекать крыша). В 1780 году молнией были разрушены четыре верхних яруса, повреждён иконостас. Было принято решение об упразднении храма, а иконы были перенесены в измайловскую Покровскую церковь. Последующие 60 лет церковь простояла в руинах (ухудшению её состояния способствовало также нашествие французов в 1812 году, останавливавшихся в Измайлове). Однако в связи со строительством на Измайловском острове военной богадельни в 1840-е годы было принято решение её восстановить. Проект перестройки храма и нового иконостаса составил Константин Тон, строительство велось на средства купцов Алексея Русинова и Дмитрия Тулузова, которые по представлению генерал-адъютанта графа Арсения Закревского были награждены золотыми медалями «За усердие» Николаем I. Нижний храм при этом был переосвящён в честь святой царицы Александры — покровительницы императрицы Александры Фёдоровны. В нижнем этаже церкви были также устроены парадные комнаты на случай приезда в богадельню государя или членов императорской семьи.

## XX век
Церковь упоминается в очерке Ивана Бунина, побывавшего в Измайлове в 1918 году: «храм Иоасафа, нежно сиявший в небе среди голых деревьев позолотой, узорами, зеленью глав, — в небе, которое было особенно прекрасно от кое-где стоявших в нём синих и лазурных облаков…»
В 1936 году (по некоторым данным, в 1937 году) храм был снесён (по данным А. Чинякова [1952], «за ветхостью»). Груда кирпича, оставшегося от разрушенной церкви, лежала около Семейного корпуса всю войну.
Возможно воссоздание церкви: место, на котором она находилась, не занято, а архитектура храма реконструирована А. Чиняковым (1952) по сохранившимся чертежам.